# Ferdinand Berthier
 (mai 2018).
Si vous disposez d'ouvrages ou d'articles de référence ou si vous connaissez des sites web de qualité traitant du thème abordé ici, merci de compléter l'article en donnant les références utiles à sa vérifiabilité et en les liant à la section « Notes et références ».
Pour les articles homonymes, voir Berthier.
Jean Ferdinand Berthier  est une personnalité de la culture sourde, né le 30 septembre 1803 à Louhans (Saône-et-Loire) et mort le 13 juillet 1886 à Paris. Doyen des professeurs de l'Institut des sourds-muets de Paris, il est notamment connu pour la création de la Société centrale des sourds-muets de Paris qui devient la Société universelle des sourds-muets quelques années plus tard.

## Biographie

### Naissance et enfance
Jean-Ferdinand Berthier naît le 30 septembre 1803 à Louhans, dans la région de Bourgogne. Son père est chirurgien,,.
Devenu sourd à l'âge de quatre ans, c'est à huit ans (en 1811) qu'il entre à l'Institut des sourds-muets de Paris. À cette époque, les instituteurs entendants Louis-Pierre Paulmier et Auguste Bebian et les professeurs sourds Laurent Clerc et Jean Massieu dispensent les cours dans l'institution. Durant sa scolarité, Ferdinand Berthier se montre un élève brillant.

### Carrière
Ferdinand Berthier commence une carrière dans l'enseignement à partir de 1829, date à laquelle il est nommé en compagnie d'Alphonse Lenoir professeur à l'Institut des sourds-muets de Paris. Durant ses années d'enseignement, Émile Mercier, le fils d'Eugène Mercier, est un des élèves de Ferdinand Berthier. Il y termine sa carrière en étant le doyen des professeurs sourds.
Il fait preuve d'une grande activité pour organiser la communauté sourde française et permettre l’enseignement et la formation des personnes sourdes. Devenu membre de la Société des gens de lettres, il fonde la Société centrale des sourds-muets de Paris en 1838. En 1850, il est l'un des cofondateurs de la Société centrale d'éducation et d'assistance pour les sourds-muets en France. En 1867, la Société centrale des sourds-muets de Paris évolue et devient la Société universelle des sourds-muets.
Il est surnommé « Napoléon des sourds » par Victor Hugo, puis par les sourds,.

### Actions et écrits
Ses écrits défendent la langue des signes et les sourds qu'il appelle « mes frères ». Il fait connaître l'œuvre de l'abbé de l'Épée auprès des sourds et des entendants du XIXe siècle. Il se montre le mobilisateur de la culture sourde, ne cessant de revendiquer le droit pour les sourds de pouvoir utiliser la langue des signes en toutes circonstances (à l'école, au tribunal, etc.) afin d'accéder à l'égalité civile. Il fait également connaître les artistes et les poètes sourds de son époque et des précédentes.

## Distinctions et récompenses
- Chevalier de la Légion d'honneur en 1849[3]

## Citation à propos de Ferdinand Berthier

### Citation de Victor Hugo
« Qu’importe la surdité de l’oreille quand l’esprit entend ? La seule surdité, la vraie surdité, la surdité incurable, c’est celle de l’intelligence »

— l'écrivain Victor Hugo écrivait à Ferdinand Berthier le 25 novembre 1845.

## Postérité
Le musée des Sourds à l'hôtel-Dieu de Louhans est créé par Armand Pelletier en 2013,. Le choix de la ville est un hommage au lieu de naissance de Ferdinand Berthier et à l’œuvre du personnage.
S'y trouve un buste en bronze à son effigie, œuvre de l'artiste Jean-Pierre Malaussena (visible place Saint-Jean, 1999).
Le 30 septembre 2023, un Google Doodle lui est consacré à l'occasion du 220e anniversaire de sa naissance,.